# Толстолобики
Толстолобики или толстолобы (лат. Hypophthalmichthys) — род пресноводных рыб семейства карповых. Английское название silver carp («серебряный карп»). Раньше он подразделялся на роды Hypophthalmichthys и Aristichthys в составе подсемейства Hypophthalmichthyinae. В роде три современных и один вымерший вид.
При помощи своего цедильного ротового аппарата толстолобик профильтровывает от детрита зацветшую, зелёную и мутную воду. Поэтому, чтобы в пруду была прозрачная вода, помимо фильтрационной системы в водоём запускают толстолобика.

## Описание

### Внешний вид и строение
Длина тела толстолобиков до 1 метра (иногда больше), а масса в среднем 20—35 кг, хотя встречаются экземпляры, чья масса превышает 50 кг. У некоторых видов есть на брюхе киль, начинающийся у горла. Также для ряда видов характерно особое приспособление для фильтрации планктона — сросшиеся поперечными перемычками жаберные тычинки («сито»).

### Размножение
Толстолобики становятся половозрелыми в 5—7 лет, а нерестятся во время летнего паводка. Самка вымётывает 490—540 тысяч пелагических икринок. Нерест осуществляет после достижения температуры воды 18-20 °C в мае-июне. Икра плавающая. Икру выметывает на течении в местах с водоворотами. Икра пелагическая, в воде набухает и увеличивается в размерах и развивается. Личиночный период наступает в возрасте 7 суток.

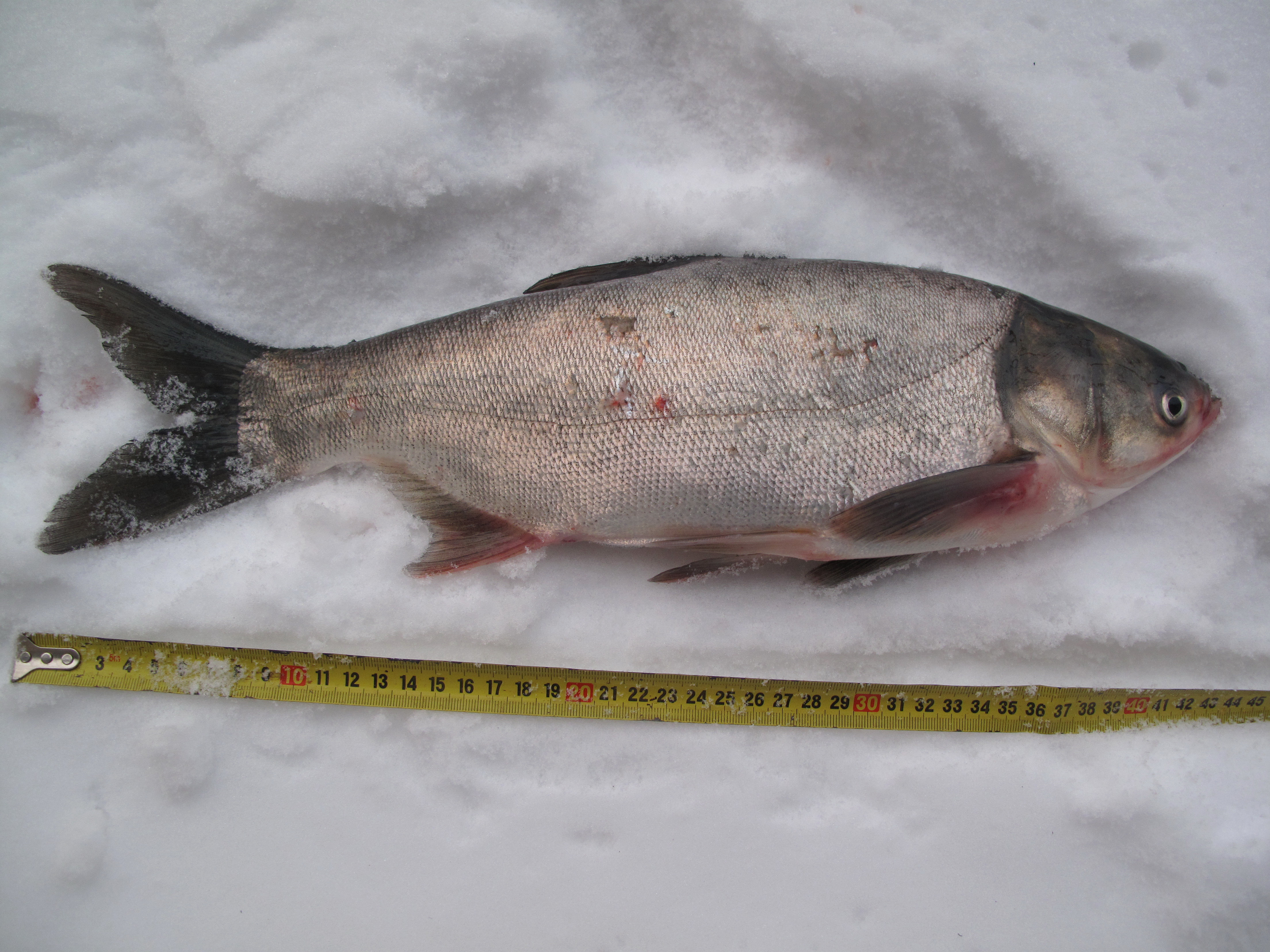
Белый толстолобик

### Питание
Молодь кормится зоопланктоном, а взрослые переходят на фитопланктон или смешанное питание. Белый толстолобик питается микроскопическими водорослями — фитопланктоном, поэтому эта рыба является прекрасным мелиоратором водоёмов. У пёстрого толстолобика более разнообразное питание, в котором помимо фитопланктона и детрита присутствует зоопланктон (источник протеина).

### Распространение
Родина толстолобиков — реки Восточной и Юго-Восточной Азии. В России водится 2 вида толстолобиков: белый и пёстрый. Естественный ареал белого толстолобика — бассейн Амура, пёстрого — Центральный и Южный Китай, но эти виды акклиматизированы и в реках, впадающих в Аральское, Чёрное и Каспийское моря, в р. Кубань, в водохранилищах и лиманах. В ряде крупных рек (Сырдарья, Амударья, Кубань, Днестр и др.) оба вида толстолобиков могут размножаться. Они интродуцированы в водоёмы и других государств.
Толстолобик выбирает для жизни участки с илистым дном и мягкой растительностью. Глубина в таких местах обычно не превышает 3-3,5 м. На рассвете и на закате толстолобик подходит к берегу, а днём уходит подальше от берега. В местах открытой воды толстолобики держатся на песчаных отмелях и плёсах со слабым течением. В небольших водоёмах, где численность толстолобика велика, а корма недостаточно, ловить его можно с начала мая до середины сентября.

## Толстолобики
Эти рыбы являются объектами промысла и прудового разведения. Ловить толстолобика можно с начала мая до середины сентября. В водоёмах, где изобилует фитопланктон, ловить толстолобика можно только в периоды, когда температура воды выше 19-20 °C. В период максимальной активности толстолобика при температуре воды 22-26 °C рыба безразлична к традиционным животным и растительным насадкам. Ловят толстолобика специальной снастью, а в качестве приманки используются растворяющиеся в воде брикеты технопланктона, привлекающие толстолобика облачком мути из съедобных частиц. Самыми благоприятными условиями для ловли толстолобика являются абсолютный штиль и высокая температура воды. Если вода тёплая и прозрачная — клёв гарантирован. Если же вода мутная или цветёт — значит, кормовая база в избытке, и соблазнить его наживкой будет непросто. Голодный толстолобик берёт приманку и жадно заглатывает её. Получается, что рыба самоподсекается. Но если жало крючка недостаточно острое, толстолобик, ощутив укол, выплевывает крючок с насадкой, и вся стая покидает опасное место.
При достижении крупных размеров (более десятков килограмм), толстолобик не может обеспечить себе питание растительной пищей и может переходить на хищнические пропитание, поедая молодь и мелких рыб.
В США белый и пёстрый толстолобики считаются несъедобными, в ряде районов, где они сильно размножились, с ними ведётся борьба как с опасными для местной флоры и фауны видами-интродуцентами. В США также практикуется охота с моторных лодок на выпрыгивающих от их шума толстолобиков с помощью арбалетов.
По вкусовым качествам мясо толстолобиков жирное, нежное и вкусное, может быть ценным объектом диетического питания. Можно употреблять свежими и замороженными нежирного карпа и толстолобика при заболеваниях желудочно-кишечного тракта при диетическом питании (при щадящей диете).
Толстолобик — единственная пресноводная рыба, которая содержит такой же жир, как и у морских рыб, уменьшающий количество холестерина в крови.
Мясо толстолобика содержит от 4,5 до 23,5 % жира, среднее содержание — 8,3—13,1 %. Жирность увеличивается с увеличением размеров рыбы.